# NGC 1788
NGC 1788 је рефлексиона маглина у сазвежђу Орион која се налази на NGC листи објеката дубоког неба.
Деклинација објекта је - 3° 20' 28" а ректасцензија 5h 6m 53,2s. Привидна величина (магнитуда) објекта NGC 1788 износи 10,9. NGC 1788 је још познат и под ознакама LBN 916.